# Monument Brock
Le monument Brock est une colonne de 56 m située à Queenston Heights (en) en Ontario, au sud de Niagara-on-the-Lake. 
Le monument est dédié au Major Isaac Brock, héros de la guerre anglo-américaine de 1812.

## Historique
Un premier monument en pierre de 40 mètres avait été détruit par une explosion en 1840, présumément combinée par Benjamin Lett. Le monument actuel a été reconstruit entre 1853 et 1856.

## Galerie

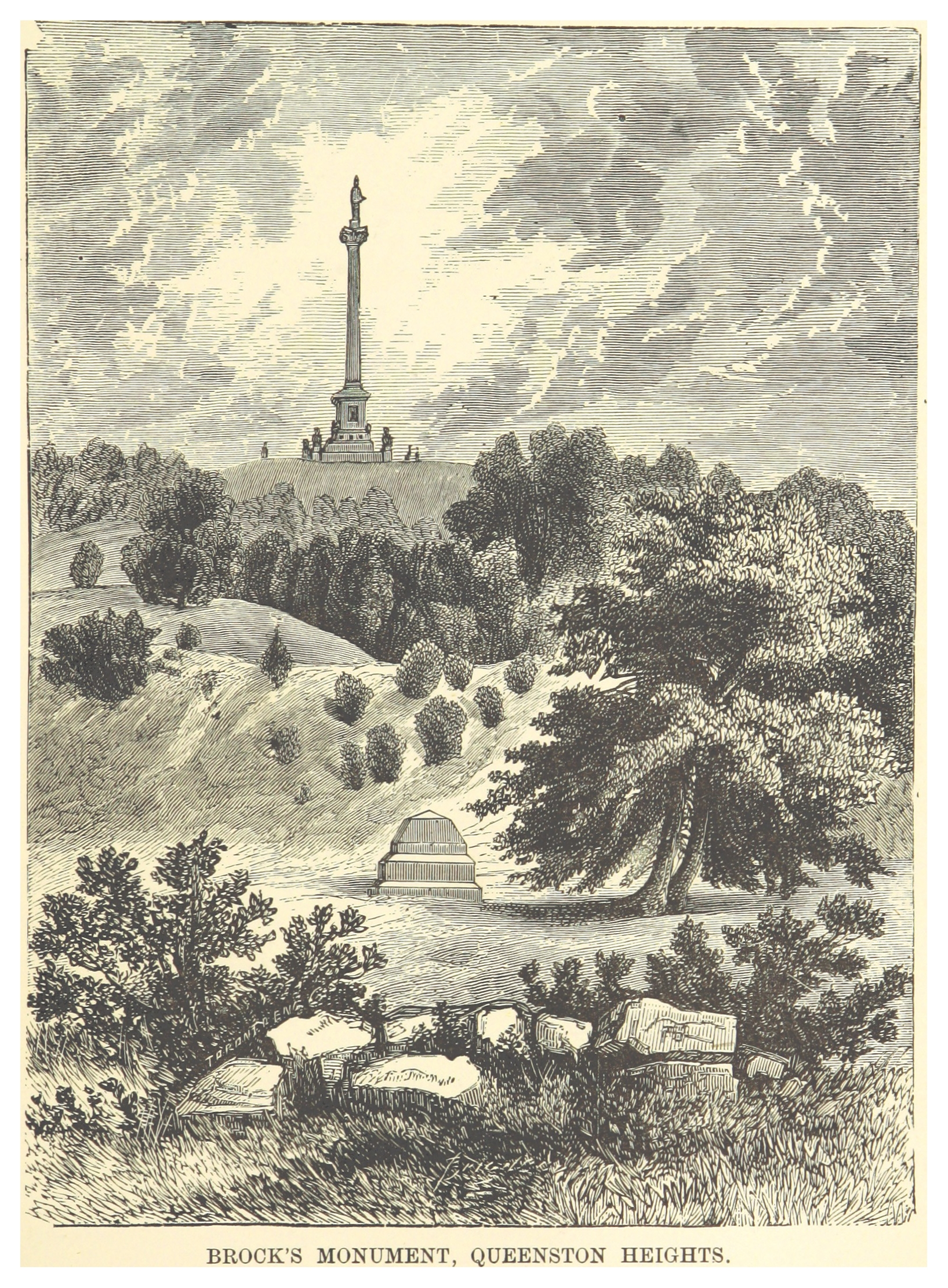
Panorama
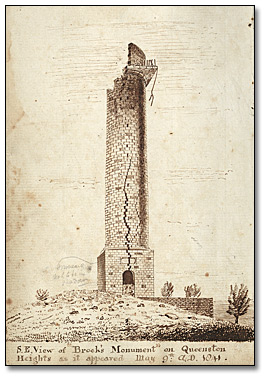
Le premier monument endommagé
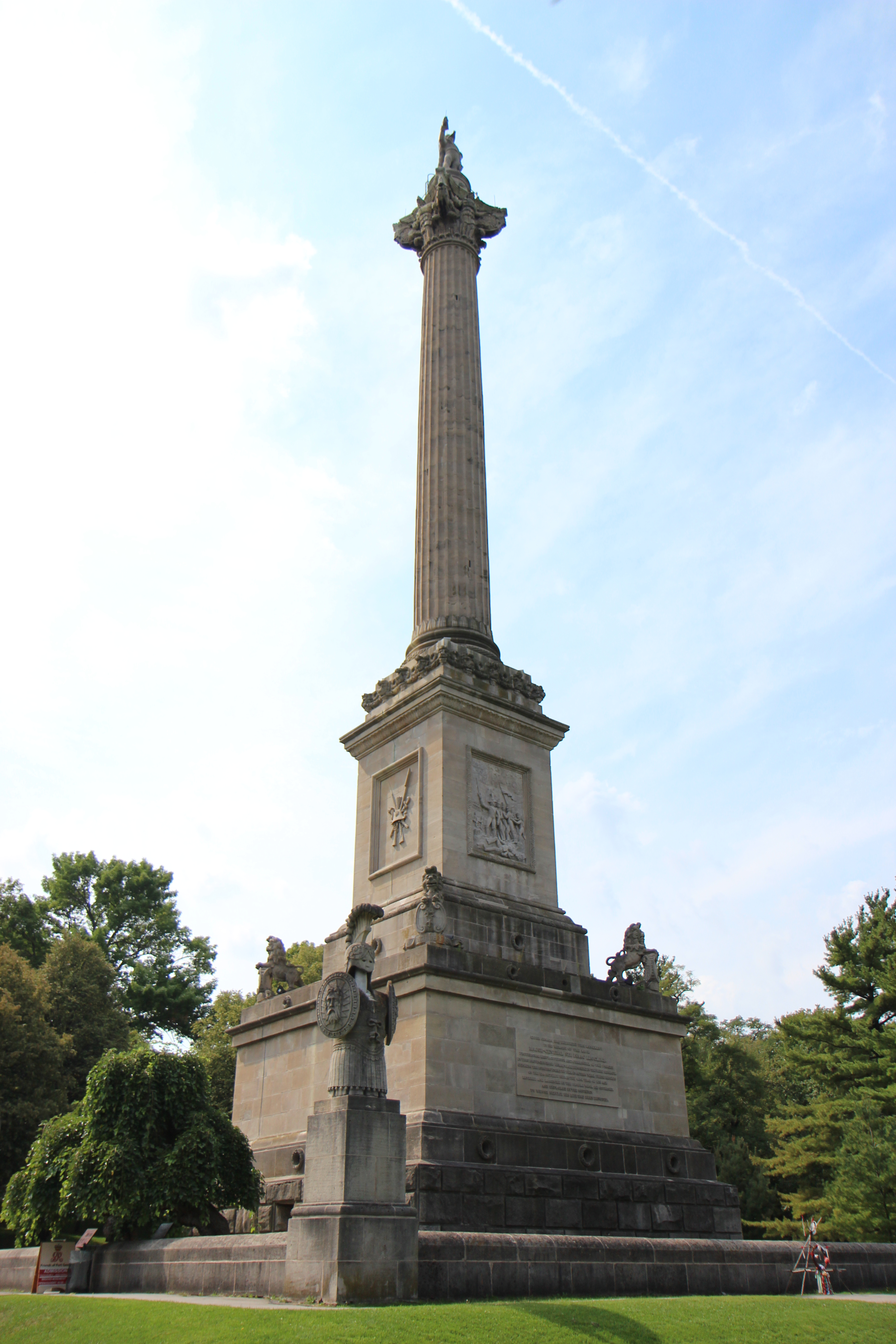
Nouveau monument
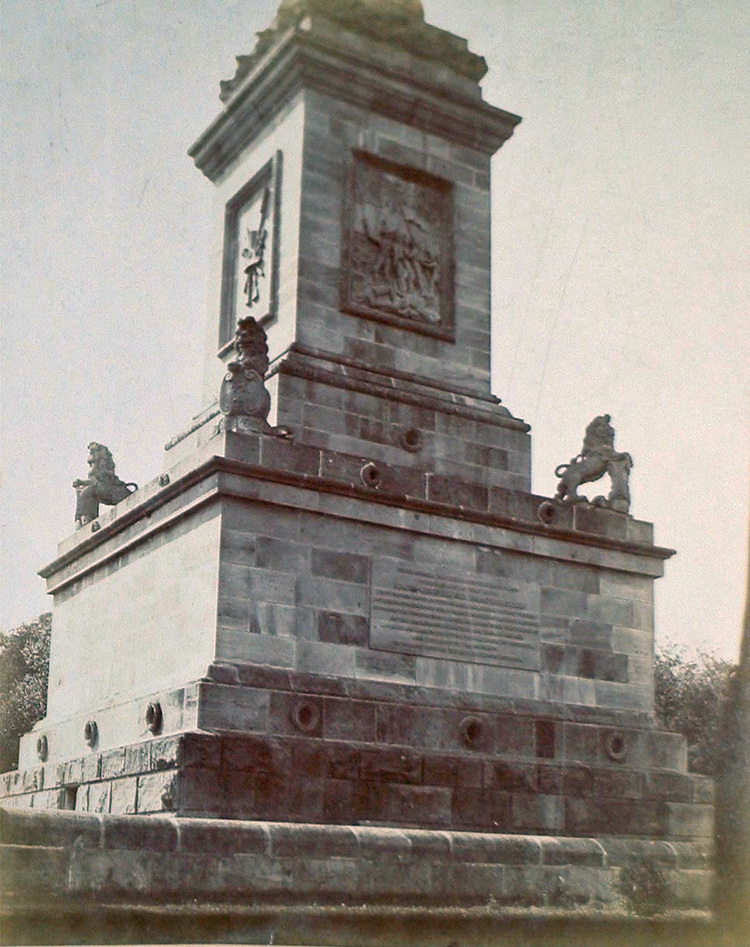
Détail de la base